# Церква Непорочного Зачаття Святої Анни (Богданівка)
Церква Непорочного Зачаття Святої Анни в Богданівці — парафія і храм греко-католицької громади Озернянського деканату Тернопільсько-Зборівської архієпархії Української греко-католицької церкви в селі Богданівка Тернопільського району Тернопільської области.

## Історія церкви
Храм, що тепер належить греко-католикам, раніше був костелом, збудованим для римо-католицької громади у 1910 році. Після того, як у 1932 році римо-католики звели для себе новий храм, цей перейшов до УГКЦ. Іконостас пожертвували парафіяни села Богданівка, а освятив храм отець Володимир Познахівський.
Парафія діяла в лоні УГКЦ з 1932 до 1946 року. Греко-католицький храм був зруйнований під час Другої світової війни. Після виселення римо-католиків до Польщі у 1944–1946 роках, їхній костел, дещо перероблений усередині, перейшов до греко-католицької громади. З 1946 до 1960 року він і парафія перебували під юрисдикцією РПЦ. Потім вони повернулися до цієї юрисдикції з 1988 до 1990 року, а з 1990 року остаточно повернулися в лоно УГКЦ.
Біля церкви встановлені хрести та фігури парафіяльного значення.

## Парохи
- о. Володимир Познахівський,
- о. Йосип Янішевський,
- о. Володимир Пиж,
- о. Мирослав Гордійчук,
- о. Василь Прокопів,
- о. Михайло Медвідь,
- о. Василь Хомета (з 2004).